# دوری هوری
دوری هوری (انگلیسی: Shun Horie; ۲۵ مهٔ ۱۹۹۳ – ) صداپیشه اهل ژاپن بود. وی از سال ۲۰۱۱ میلادی تاکنون مشغول فعالیت بوده‌است.